# 岡山華織
岡山 華織（おかやま かおり、1992年2月1日 - ）は福岡県出身の元バスケットボール選手である。日立ハイテク クーガーズに所属していた。ポジションはフォワード。

## 人物
精華女子高校から、2010年に日立ハイテク入社。2013年引退。

## 経歴
- 小竹ミニ - 小竹中 - 精華女子高 - 日立ハイテク（2010年〜2013年）